# Minden (Louisiana)
Minden és una població dels Estats Units a l'estat de Louisiana. Segons el cens del 2000 tenia 13.027 habitants.

## Demografia
Segons el cens del 2000, Minden tenia 13.027 habitants. La densitat de població era de 423 habitants/km².
Per edats la població es repartia de la següent manera: un 27% tenia menys de 18 anys, un 8,6% entre 18 i 24, un 25,3% entre 25 i 44, un 21,2% de 45 a 60 i un 17,9% 65 anys o més.
L'edat mediana era de 37 anys. Per cada 100 dones de 18 o més anys hi havia 77,7 homes.
La renda mediana per habitatge era de 24.175 $ i la renda mediana per família de 31.477 $. Els homes tenien una renda mediana de 28.401 $ mentre que les dones 19.199 $. La renda per capita de la població era de 14.114 $. Entorn del 21% de les famílies i el 26,6% de la població estaven per davall del llindar de pobresa.

## Poblacions més properes
El següent diagrama mostra les poblacions més properes.